# مارشال بلوم
مارشال بلوم (بالإنجليزية: Marshall Bloom)‏ هو صحفي أمريكي، ولد في 16 يوليو 1944، وتوفي في 1 نوفمبر 1969 بسبب تسمم بأحادي أكسيد الكربون.